# Альтанник
Альтанник (Sericulus) — рід горобцеподібних птахів родини наметникових (Ptilonorhynchidae). Містить 4 види.

## Поширення
Рід поширений в Новій Гвінеї та Австралії.

## Класифікація
- Альтанник золотокрилий (Sericulus aureus)
- Альтанник вогнистоголовий (Sericulus ardens)
- Альтанник жовтокрилий (Sericulus bakeri)
- Альтанник королівський (Sericulus chrysocephalus)